# Empalament

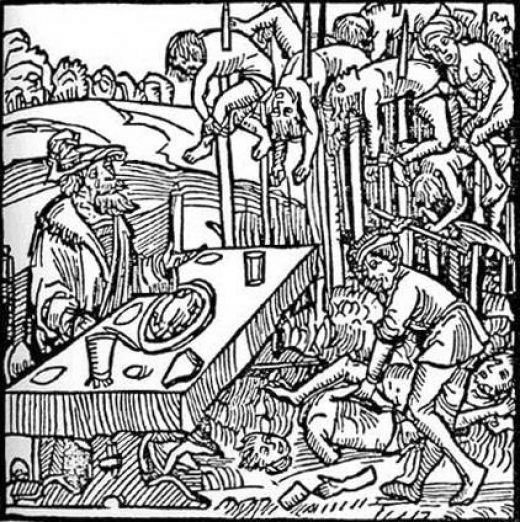
Vlad III l'empalador. Crònica de Brodoc, Nüremberg 1499. Empalament a Romania.

L'empalament és un mètode de tortura i execució on la víctima és travessada per una estaca. La penetració pot realitzar-se per un costat, pel recte o per la boca. L'estaca se solia clavar a terra deixant a la víctima penjada perquè morís.
En alguns tipus d'empalament, l'estaca no s'afilava i s'inseria evitant la mort immediata de manera que funcionés com a tap perquè la víctima no es dessagnés i així perllongar l'agonia, que podia arribar a durar fins a tres dies. Una manera de realitzar aquesta mort gradual seria inserint el pal pel recte travessant el cos fins que surti per l'espatlla dreta sense danyar així el cor.
L'única referència que es té sobre el seu origen és de l'antic poble d'Assíria. Més tard ho utilitzà com a mètode d'execució el rei persa Darios I el Gran entre els segles vi i v aC, quan va arribar a matar d'aquesta manera 3.000 habitants de Babilònia.
Fou utilitzat com a mètode de càstig també per part de Vlad Tepes (Vlad III, l'empalador) en nombroses ocasions arribant a empalar a més de 23.000 persones en un dia durant el seu regnat a Valàquia en la segona meitat del segle xv. Ho va aprendre en el seu captiveri a Turquia quan era adolescent.
És acceptat a la literatura universal que en certs contes s'utilitzi el terme Dràcula com l'empalador oficial. És més, segons està escrit, una de les germanes de Dràcula, Roxanne és atreta per Diego de Lasos "L'empalador" i empalada fins al cor deixant així que sigui l'estaca d'empalament que decideixi, la qual travessa el seu cor i la mata. Des de llavors es reconeix a Diego de Lasos, el cunyat de Dràcula, com "L'empalador".
El terme empalament també s'utilitza per a descriure ferides produïdes accidentalment en què algun objecte travessa el cos d'una persona. Per exemple, quan algú és travessat per una barra de metall. Treure aquests objectes és un veritable desafiament per als cirurgians.

## Documents
- El Llibre del Consolat de Mar parla d’execucions per escapçament i penjament d’una verga (equivalent a la forca terrestre). Per als còmits traïdors demostrats hi havia el procediment terrible de l'empalament (Consolat. Capítol 301).[2][3]

| « | (Original)... E si estat serà que ell lo tallàs que fos fet per rasa o per altra trayció, que hom loy puga provar, deu esser més en un pal per lo ces, e que li isca al cap... | » |
| — (Versió actual)...Si s'esdevingués que ell (el còmit) la tallés (la corda del timó) per rasa o altra traïció, i que es pogués provar, ha de ser posat en un pal que li entri pel ces (ullera del cul) i que li surti pel cap..., Llibre del Consolat de Mar. Capítol 301. | |   |

- 1575?. Indis empalats a Veneçuela per Garci-González.[4]